# Dobromir, Constanța
Dobromir (în trecut Dobromir-Vale, Dobromiru din Vale) este satul de reședință al comunei cu același nume din județul Constanța, Dobrogea, România. La recensământul din 2002 avea o populație de 790 locuitori.